# سلوى عزيز
سلوى عزيز(مواليد 27 يوليو 1974) عداءة مغربية متوسطة المسافة. شاركت في سباق 1500 متر سيدات في الألعاب الأولمبية الصيفية لعام 2000.

## روابط خارجية
- سلوى عزيز على موقع الاتحاد الدولي لألعاب القوى (الإنجليزية)
- سلوى عزيز على موقع اللجنة الأولمبية الدولية (الإنجليزية)
- سلوى عزيز على موقع أوليمبيديا (الإنجليزية)